# Eduardo Escartín
Eduardo Escartín Sánchez (Barcelona, 1 de diciembre de 1945) es un historiador y político español.

## Biografía
Nacido en Barcelona el 1 de diciembre de 1945, estudió Filosofía y Letras en las universidades de Madrid y Barcelona y se doctoró por esta última universidad en Historia Moderna con Premio Extraordinario de Doctorado. Durante la etapa en que redactaba su tesis doctoral fue becado del Patronato Menéndez Pelayo del Consejo Superior de Investigaciones Científicas. En 1970 pasó a ser profesor no numerario de la Universidad de Barcelona y ya en 1979 ascendió a la categoría de numerario titular de Historia Moderna. Ha sido colaborador de la Institución Milá y Fontanals, adscrita al CSIC, y columnista ocasional en diarios como La Razón, La Vanguardia, Ya o El Noticiero Universal. Además, fue en las listas del Partido Popular de Cataluña por la provincia de Barcelona en las elecciones al Parlamento de Cataluña de 1995 pero no resultó elegido. Sin embargo, al renunciar Francisco Marhuenda a su acta de diputado en mayo de 1996, pudo ser diputado del Parlamento de Cataluña hasta el 24 de agosto de 1999. Durante su mandato, perteneció a las comisiones de Política Cultural y de Control Parlamentario de la Actuación de la Corporación Catalana de Medios Audiovisuales. En la actualidad es presidente de la Peña Viernes del Círculo del Liceo.

## Obras
- Documents cabdals de la història de Catalunya, Enciclopèdia Catalana (Barcelona, 1985). Junto a Federico Udina Martorell y Josep Termes.
- La intendencia de Cataluña en el siglo XVIII, Editorial Santandreu (Barcelona, 1995).
- La Capitanía General de Cataluña bajo los Austrias: aproximación institucional, Scire (Barcelona, 2007).